# ریچارد پرل
ریچارد پرل (به انگلیسی: Richard Perle) (متولد ۱۹۴۱) مشاور سیاسی و لابی‌گر آمریکاییست که کار خود را به عنوان عضو ارشد کارکنان سناتور هنری ام. جکسون در کمیته نیروهای مسلح سنا در دهه ۱۹۷۰ آغاز کرد. سپس او در دولت ریگان شرکت داشت و به عنوان دستیار وزیر دفاع و نیز عضو کمیته مشاوره هیئت سیاست دفاعی از ۱۹۸۷ تا ۲۰۰۴ فعالیت کرد. او در سال ۲۰۰۱ رئیس این هیئت بود ولی در سال ۲۰۰۳ به دلیل تعارض منافع استعفا داد.
او در اندیشکده‌های متعددی چون هیئت مشاورین مؤسسه واشینگتن برای سیاست خاور نزدیک (WINEP) , مرکز سیاست امنیتی (CSP), مؤسسه امریکن انترپرایز (به عنوان عضو پیوسته مقیم), نومحافظه‌کاری پروژه‌ای برای قرن آمریکایی جدید (PNAC), و بنیاد یهودی امور امنیت ملی (JINSA) عضویت دارد.
او تا سال ۲۰۱۵ عضو کمیته گردانندهٔ گروه بیلدربرگ بود. پرل به کرات در زمینهٔ مسایل مختلفی نوشته‌است. علایق پژوهشی او شامل نیروی نظامی، امنیت ملی، و خاورمیانه هستند.

## حرفه و سوابق

### دفتر سناتورهنری جکسون
از سال ۱۹۶۹ تا ۱۹۸۰، پرل به عنوان کارمند برای سناتور دموکرات هنری ام. جکسون از واشینگتن کار کرد که از طریق آلبرت وولستتر با او آشنا شد. پرل اولین همکاری خود با وولستتر را به یاد می‌آورد: «یک روز آلبرت وولستتر با من تماس گرفت. من هنوز دانشجوی کارشناسی ارشد در پرینستون بودم… و او گفت، می‌توانید برای چند روز به واشینگتن بیایید و با برخی افراد مصاحبه کنید و گزارشی در مورد آن تهیه کنید. بحث کنونی در سنا در مورد دفاع موشکی بالستیک شکل گرفته‌است، که یک موضوع داغ بود… و او گفت، من از شخص دیگری نیز خواسته‌ام این کار را انجام دهد، و شاید شما دو نفر بتوانید با هم کار کنید. شخص دیگری، پل بود. ولفوویتز؛ بنابراین من و پل به عنوان داوطلب برای چند روز به واشینگتن آمدیم تا با مردم مصاحبه کنیم، و یکی از افرادی که با آنها مصاحبه کردیم اسکوپ جکسون بود و عشق در نگاه اول بود… من یازده سال آنجا بودم.»
به عنوان یک کارمند، پرل اصلاحیه جکسون وانیک را به توافقنامه بین‌المللی غلات 1972 (IGA) یا «معامله گندم روسیه» که توسط ریچارد نیکسون و اتحاد جماهیر شوروی مذاکره شد، تهیه کرد که برای اولین بار توسط قانون یک توافق تجاری مشروط به اصول اساسی شد.
حقوق بشر یهودیان شوروی برای مهاجرت او در بحث‌های سنا دربارهٔ کنترل تسلیحات فردی بسیار آگاه و تأثیرگذار به حساب می‌آمد. با اعتراف خود، پرل شهرت یک شخصیت با نفوذ را به دست آورد که ترجیح می‌داد در پس زمینه کار کند، شهرتی که در طول سال‌ها او را در هر دو بخش دولتی و خصوصی دنبال کرده‌است. در مقطعی (معمولاً گفته می‌شود که در دوران حضورش در دولت ریگان بود) پرل لقب «شاهزاده تاریکی» را به دست آورد که هم به عنوان یک توهین توسط منتقدان او و هم به عنوان شوخی توسط حامیانش استفاده می‌شد.

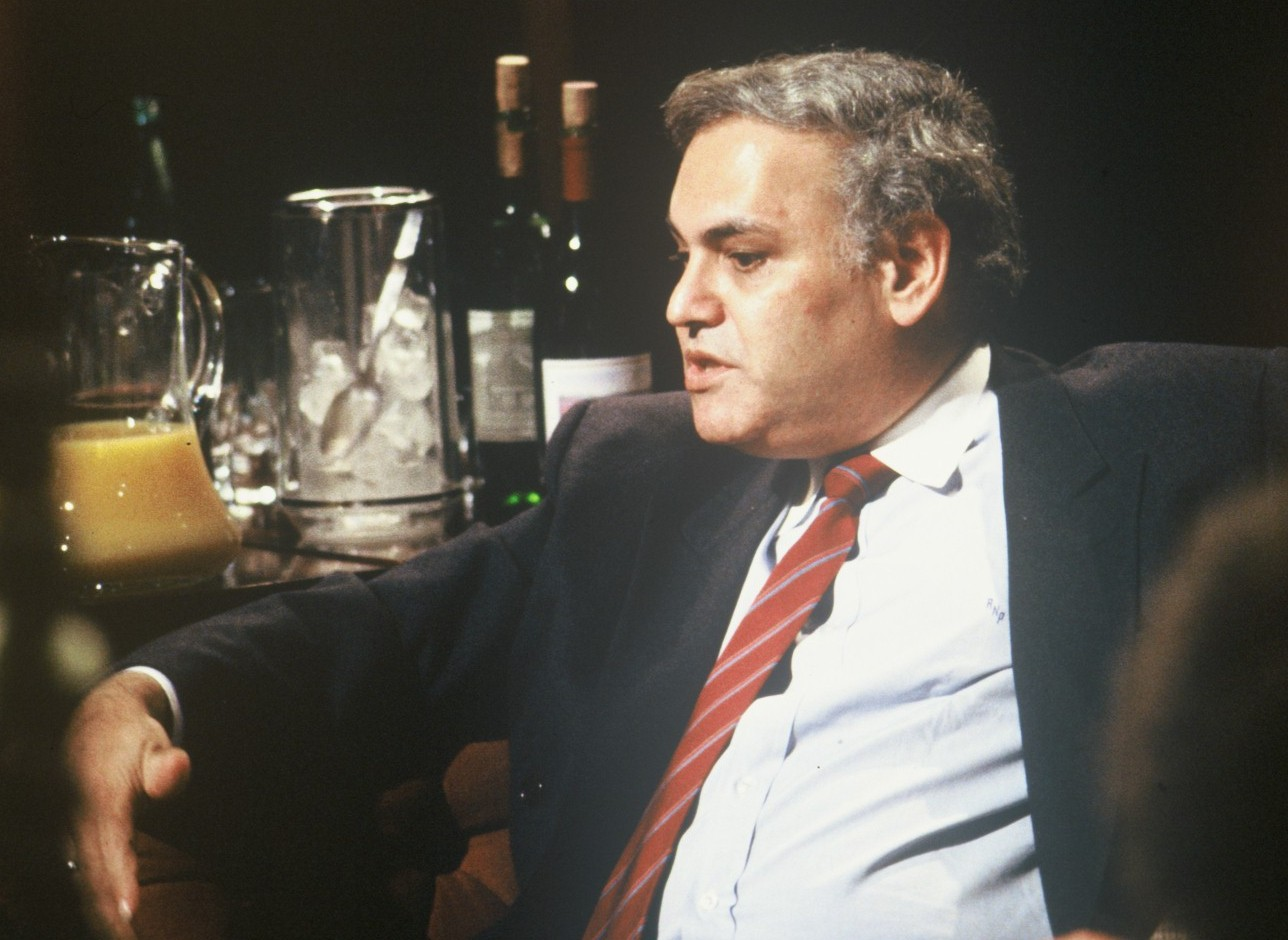
Appearing on British television discussion programme After Dark on 1۰ ژوئن ۱۹۸۹: Britain - Out on a Limb

(زمان، ۲۳ مارس ۱۹۸۷، "خداحافظ شاهزاده تاریک")
با این حال، از او نقل شده‌است:
```
"من واقعاً از اینکه به عنوان نوعی عارف تاریک یا قدرت اهریمنی به تصویر کشیده می‌شوم متنفرم… تنها کاری که می‌توانم انجام دهم این است که بنشینم و با او صحبت کنم. کسی…»
```

(نیویورک تایمز، ۴ دسامبر ۱۹۷۷، دستیار جکسون در مناظره تسلیحاتی انتقاد می‌کند، ریچارد ال. مدن)

### مخالفت باکاهش تسلیحات هسته ای
پرل در مذاکرات کاهش تسلیحات با اتحاد جماهیر شوروی به عنوان یک تندرو در نظر گرفته می‌شد و اظهار داشت که مخالفت او با کنترل تسلیحات تحت دولت کارتر به این دیدگاه مربوط می‌شود که ایالات متحده بیش از حد در میز مذاکره تسلیم می‌شود و تقریباً امتیازات کافی دریافت نمی‌کند.
پرل گفتگوهای تسلیحاتی تحت مذاکره در اواخر دهه ۱۹۷۰ را «بیدترین معامله قرن» خواند.
اعتراض پرل به مذاکرات تسلیحاتی بین دولت کارتر و اتحاد جماهیر شوروی عمدتاً حول توافق کارتر برای توقف توسعه همه موشک‌های کروز بود. پرل به‌طور گسترده‌ای به عنوان رهبر مخالفت با این معاهده شناخته می‌شود، که هرگز توسط سنا تصویب نشد.
پرل، به همراه پل ولفوویتز، نومحافظه‌کار، در پروژه دفاع موشکی بالستیک که در دهه ۱۹۸۰ به نام ابتکاری دفاع استراتژیک راه‌اندازی شد، نقش حمایتی ایفا کرد.

### جنگ ستارگان
پرل در ایجاد چندین سازمان و اتاق فکر به منظور فشار بر افکار عمومی و تحت تأثیر قرار دادن سیاستگذاران در مورد دفاع موشکی بالستیک نقش داشته. در طول دوره دوم برنامه‌های دفاع موشکی دولت بوش شاهد افزایش چشمگیر بودجه تحت هدایت پرل به عنوان رئیس هیئت سیاست دفاعی بود.
در سال ۲۰۱۰، پرل مخالفت خود را با معاهده استارت جدید دولت اوباما ابراز کرد و آن را به‌طور نامطلوب با معاهده «حوضه آبخیز» 1987 INF که توسط رونالد ریگان امضا شد، مقایسه کرد. با این حال، جاناتان چای اشاره کرده‌است که پرل در ابتدا به شدت با معاهده INF مخالفت کرد و آن را «آنقدر ناقص بود که نیاز به مذاکره مجدد با شوروی داشت» و استدلال کرد که «این معاهده بسیاری از موارد کلیدی را که دولت می‌گوید انجام نمی‌دهد. می‌کند."

### گذار به نومحافظه کاری
پرل خود را یک نومحافظه‌کار مانند چندین نفر در اطراف هنری ام. «اسکوپ» جکسون توصیف می‌کند، همان‌طور که او در مصاحبه‌ای به بن واتنبرگ به‌طور خاص دربارهٔ تبدیل شدنش به یک نومحافظه‌کار گفت.
بن واتنبرگ: اکنون اسکوپ توسط افرادی احاطه شده بود که در آن زمان و قطعاً اکنون به آنها نومحافظه‌کار می‌گویند. اکنون به لطف شما و همکارانتان به یک کلمه مد تبدیل شده‌است زیرا همه شما به این ترتیب دسته‌بندی شده‌اید. چگونه این به زندگی شما، آن مکتب فکری وارد شد؟
ریچارد پرل: خب، من فکر می‌کنم این اصطلاح به این معنا مربوط می‌شود که آن‌هایی از ما که اکنون نومحافظه‌کار خوانده می‌شویم، زمانی لیبرال بودیم، و در این …
بن واتنبرگ: ایروینگ کریستول گفت که یک نومحافظه‌کار لیبرالی است که توسط واقعیت غرق شده‌است.
ریچارد پرل: درست است و من فکر می‌کنم که این یک توصیف منصفانه است، و فکر می‌کنم همه ما در یک زمان لیبرال بودیم. من در دبیرستان لیبرال بودم و کمی هم وارد دانشگاه شدم. اما واقعیت و سخت‌گیری عوامل مهمی هستند، و اگر وارد دنیای روابط بین‌الملل می‌شوید و با دقت به آنچه در جهان می‌گذرد نگاه می‌کردید، لیبرال و ساده لوح بودن واقعاً سخت بود.
کتاب «پایانی به شر: چگونه برنده شدن در جنگ علیه تروریسم» اثر پرل را در سال ۲۰۰۴ با همکار نومحافظه‌کارش «دیوید فروم» نوشت و از بوروکراسی، خدمات دولتی و قانون آمریکا انتقاد کرد.
این کتاب پیشنهاد می‌کند که آمریکایی‌ها از جمله FBI, CIA، نیروهای مسلح و وزارت امور خارجه باید «نهادهای دولت ما را اصلاح کنند تا آنها را برای نوع جدیدی از جنگ علیه نوع جدیدی از دشمن» آماده کنند.
این کتاب همچنین به عنوان دفاعی از تهاجم سال ۲۰۰۳ به عراق استفاده می‌شود و ایده‌های مهم نومحافظه‌کاران، از جمله راه‌هایی برای کنار گذاشتن همه فرآیندهای صلح اسرائیل و پلستین، حمله به سوریه، و اجرای نظارت داخلی سخت‌گیرانه ایالات متحده با شناسنامه‌های بیومتریک و هوشیاری عمومی برای جلوگیری از پتانسیل تهدیدهای مهاجران تروریست یا حامی تروریست را بیان می‌کند.
پرل و فروم نتیجه می‌گیرند:
```
«برای ما، 
تروریسم
 شر بزرگ زمان ما باقی می‌ماند، و جنگ علیه این شر، هدف بزرگ نسل ماست… هیچ راه میانه ای برای آمریکایی‌ها وجود ندارد: پیروزی یا هولوکاست.»
```

این ایده‌ها عناصر بنیادی نومحافظه‌کاری هستند.

## دیدگاه‌های دیگر در مورد سیاست خارجی سازمان ملل متحد
پرل یکی از منتقدان مکرر سازمان ملل است و بیان می‌کند که این سازمان تجسمی است از
```
«... تصور لیبرال از ایمنی از طریق قوانین بین‌المللی که توسط نهادهای بین‌المللی اداره می‌شود…»
```

او همچنین به حق وتو شورای امنیت سازمان ملل حمله کرده‌است. با این استدلال که تنها زمانی که سازمان ملل در طول جنگ سرد از نیرو استفاده کرد، زمانی بود که «... شوروی برای وتوی آن در اتاق نبود».
علاوه بر این، اندکی پس از حمله به عراق، پرل اظهار داشت که؛ «در این مورد، حقوق بین‌الملل مانع انجام کار درست بود». او همچنین استدلال کرد که «هیچ مکانیسم عملی منطبق با قوانین سازمان ملل برای برخورد با صدام حسین» وجود ندارد. در آن زمان، این اظهارات باعث ایجاد اختلاف در میان منتقدان جنگ شد، آنها استدلال کردند که آنها با موضع رسمی ایالات متحده در مورد قانونی بودن تهاجم در تضاد هستند.

### اسرائیل
در سال ۱۹۹۶ در دوران دولت کلینتون، پرل یک گروه مطالعاتی را با دیوید وورمسر رهبری کرد که گزارشی در مورد موازنه قدرت در خاورمیانه، به ویژه به نفع اسرائیل تهیه کرد. گزارش «یک گسست پاک: استراتژی جدید برای تأمین امنیت قلمرو»، توصیه‌های روشنی در مورد دور کردن اسرائیل از اصول سوسیالیستی، تلاش برای متکی شدن به خود، «پرورش جایگزین‌هایی برای کنترل انحصاری عرفات بر جامعه فلسطین» و همکاری نزدیک‌تر با کشورهایی مانند اردن و ترکیه بود.
همچنین اعلام کرد که برکناری صدام حسین از قدرت در عراق باید یک هدف کلیدی برای دولت اسرائیل باشد، از تهاجمات مسلحانه به لبنان حمایت کرد و پیشنهاد کرد که کشورهای عربی باید به عنوان غیردموکراتیک به چالش کشیده شوند. علاوه بر این، پرل شخصاً این گزارش را به دولت آینده تحت رهبری لیکود تحویل داد تا بتواند بر نخست‌وزیر جدید بنیامین نتانیاهو تأثیر بگذارد.

### دفاع
پرل از حملات پیشگیرانه، مانند عراق، به عنوان گسترش حق دفاع از خود دفاع می‌کند. برای مثال، پرل از اولین حمله عینی به تأسیسات هسته‌ای کره شمالی و ایران حمایت کرده‌است.

## منافع تجاری و اختلافات اتهامات رشوه خواری و تضاد منافع ادعایی
پرل در مواردی متهم شده‌است که عامل نفوذ اسرائیل است. گزارش شده‌است که در زمانی که او برای جکسون کار می‌کرد، "خلاصه ای از FBI از یک استراق سمع در سال ۱۹۷۰ ضبط کرد که پرل در مورد اطلاعات طبقه‌بندی شده با شخصی در سفارت اسرائیل صحبت می‌کرد.
او در سال ۱۹۸۳ زمانی که روزنامه‌ها گزارش دادند که او مبالغ قابل توجهی برای نمایندگی منافع دریافت کرده بود مورد انتقاد قرار گرفت. پرل تضاد منافع را رد کرد و اصرار داشت که اگرچه پس از تصدی سمت خود در وزارت دفاع، برای این خدمات پولی دریافت کرده‌است، اما زمانی که برای شرکت اسرائیلی کار می‌کرد بین مشاغل دولتی بود.
از سال ۱۹۸۱ تا ۱۹۸۷، پرل دستیار وزیر دفاع برای سیاست امنیت بین‌الملل در دولت ریگان بود.
در مقاله‌ای در نیویورک تایمز، پرل به دلیل توصیه به ارتش برای خرید سیستم تسلیحاتی از یک شرکت اسرائیلی مورد انتقاد قرار گرفت که یک سال قبل ۵۰۰۰۰ دلار هزینه مشاوره به او پرداخت کرده بود. پرل دریافت این مبلغ را در همان ماهی که به دولت ریگان ملحق شد تأیید کرد، اما گفت که این پرداخت برای کارهایی است که قبل از پیوستن به دولت انجام شده‌است و او این کار مشاوره قبلی را به ارتش اطلاع داده‌است. پرل هرگز به خاطر هیچ چیز مرتبط با این حادثه متهم نشد.
در مارس ۲۰۰۴، مقاله دیگری از نیویورک تایمز گزارش داد که در زمانی که پرل رئیس هیئت سیاست دفاعی آمریکا بود، با غول مخابراتی مشکل‌دار Global Crossing قرارداد بسته بود تا به مخالفت اف‌بی‌آی و پنتاگون برای فروش دارایی‌هایش به هنگ‌کنگ غلبه کند.
بر اساس Hatchison Whampoa. از آنجایی که ارتش از شبکه فیبر نوری شرکت برای ارتباطات استفاده می‌کرد، برنج استدلال می‌کرد که فروش به یک شرکت خارجی، به ویژه چینی، امنیت ملی را به خطر می‌اندازد. قرار بود ۱۲۵۰۰۰ دلار به پرل برای تبلیغ این معامله پرداخت شود و ۶۰۰۰۰۰ دلار هزینه اضافی در صورت تأیید آن مشروط شود. این جنجال منجر به اتهامات رشوه خواری شد و پرل در ۲۷ مارس ۲۰۰۳ از ریاست استعفا داد، اگرچه در هیئت مدیره باقی ماند.
همچنین معروف است که پرل در زمانی که رئیس هیئت سیاست دفاعی بود، برای مصاحبه‌های مطبوعاتی درخواست پرداخت کرده‌است، رویه‌ای که اتهامات نه تنها اخلاقی، بلکه نادرستی قانونی را مطرح کرده‌است.
سیمور هرش و «ناهار با رئیس»
در ژوئیه ۲۰۰۱، جورج دبلیو بوش، پرل را به عنوان رئیس کمیته مشورتی هیئت سیاست دفاعی، که به وزارت دفاع مشاوره می‌دهد، منصوب کرد. دو سال بعد، مقاله‌ای در روزنامه، پرل را به تضاد منافع متهم کرد و ادعا کرد که پرل از طریق تأثیرگذاری بر سیاست‌های دولت سود مالی می‌کند. در این مقاله ادعا شده بود که پرل با سرمایه‌گذاران سعودی معاملات تجاری داشته و او را با شرکت رایانه‌ای مرتبط با اطلاعات Trireme Partners LLP مرتبط می‌کرد که به ادعای او از جنگ در عراق سود می‌برد.
در همان روز، پرل در مورد مسئله عراق توسط ولف بلیتزر CNN مصاحبه می‌کرد. اندکی قبل از پایان مصاحبه، بلیتزر به نقل از مقاله خبری فوق‌الذکر پرداخت و پاسخ پرل را خواست. پرل پیش‌فرض مقاله را رد کرد و استدلال کرد که این مقاله فاقد «هیچ موضوع ثابت» است. پرل اضافه کرد: صراحتاً، سای هرش نزدیک‌ترین چیزی است که روزنامه‌نگاری آمریکایی به یک تروریست دارد.
در ۱۱ مارس، پرل در رابطه با مقاله هرش به نیویورک سان گفت که «من قصد دارم در انگلستان اقدام قانونی کنم. من در حال حاضر با مشاور ملکه صحبت می‌کنم». او ادعا کرد که برنده شدن در پرونده‌های افترا در انگلیس آسان‌تر است، و به همین دلیل آن را به مکان بهتری تبدیل می‌کند. در نهایت پرل هیچ پرونده قانونی تشکیل نداد. در عوض، در ۲۷ مارس ۲۰۰۳، او از ریاست هیئت سیاست دفاعی استعفا داد، اگرچه همچنان به عنوان عضو هیئت مدیره باقی ماند. [نیازمند منبع]
مشاور معمر قذافی
پرل به عنوان عضوی از شرکت مشاوره مانیتور مستقر در کمبریج، ماساچوست، مشاور معمر القذافی دیکتاتور لیبی در سال ۲۰۰۶ بود. «پرل دو بار در سال ۲۰۰۶ به لیبی سفر کرد و پس از این سفرها با معاون رئیس‌جمهور دیک چنی ملاقات کرد.» بر اساس اسناد مانیتور، پرل به همراه چند مشاور دیگر برای برگزاری سخنرانی‌ها و کارگاه‌های آموزشی و ترویج وجهه لیبی و حاکم آن به لیبی سفر کرده‌است.
قرارداد نفت عراق
در ژوئیه ۲۰۰۸، وال استریت ژورنال گزارش داد که پرل با همکاری رهبران کرد عراقی در شمال عراق (کردستان عراق) برنامه‌هایی برای سرمایه‌گذاری در منافع نفتی در عراق داشته‌است.

## رابطه با ایران

### از مخالفت با جمهوری اسلامی تا انتقاد از اپوزیسیون
حمایت از حمله نظامی به ایران
پرل از اولین حمله عینی به تأسیسات هسته‌ای کره شمالی و ایران حمایت کرده‌است.
حمایت از جریانات براندازی
در فوریهٔ ۲۰۰۵ هفته‌نامهٔ اشپیگل در مقاله‌ای با مقایسهٔ فخرآور و احمد چلبی نوشت: «چلبی‌های ایرانی، منبع اطلاعاتی هستند که صحت و سقم آن کاملاً مشخص نیست. مردانی مانند امیر عباس فخرآور جزو این گروه هستند. ریچارد پرل، مغز متفکر جنگ عراق و مهم‌ترین حامی چلبی، فخرآور را هم حمایت می‌کند. بلافاصله پس از آزادی و عزیمت فخرآور در آوریل ۲۰۰۶، این دو در یک هتل در دبی ملاقات کردند و این نومحافظ، فخرآور را به واشینگتن هدایت کرد». به نوشتهٔ اشپیگل «در واشینگتن شایعاتی وجود دارد مبنی بر اینکه فخرآور یک خلافکار معمولی بوده که در زندان اوین تصادفاً در تماس با رهبران دانشجویی قرار گرفته‌است.» فخرآور برای سخنرانی در مؤسسه امریکن انترپرایز، دربارهٔ ایران ویزای آمریکا دریافت کرد، و از آن زمان در آمریکا ماندگار شده‌است.
انتقاد به اپوزیسیون جمهوری اسلامی
ریچارد پرل در مصاحبه با کنت تیمرمن در آبان ۱۳۹۰ که برگردانی از این مصاحبه در روزنامه اصولگرای مشرق نیوز چاپ شد به نقل از پرل گفته شده: «از همهٔ آنها (اپوزیسیون ایران) بیزارم و به نظرم، ایرانیانی که تبعید می‌شوند کارهایی می‌کنند که روی رومانیایی‌ها، مجارها و دیگر پناهندگان جنگ سرد را سفید می‌کنند (نمی‌توانند باهم کنار بیایند و علیه یک هدف مشترک متحد شوند).»